# 横浜市立みなとみらい本町小学校
横浜市立みなとみらい本町小学校（よこはましりつ みなとみらいほんちょうしょうがっこう）は、神奈川県横浜市西区高島にある公立小学校。横浜みなとみらい21地区の人口増加のため、横浜市立本町小学校より分離した上で、2018年（平成30年）4月から2028年（令和10年）3月末までの10年間（予定）、暫定的に設置されたが、期間は延長される可能性がある。

## 沿革
横浜市立本町小学校は普通教室を29室有していたが、学区内のみなとみらい地区および北仲通地区での超高層マンション建設により児童数の急増が見込まれ、将来的に教室が不足する見通しとなった。みなとみらい線新高島駅近くの市有地約9,000m2（みなとみらい地区57街区の一部）に2018年4月から10年間限定で小学校（仮称 本町小学校第二方面校）が設置されることが、2014年8月に明らかになった。新設校の名称については「横浜市立みなとみらい小学校」「横浜市立みなとみらい本町小学校」の2案から、2015年8月31日に本町小学校の児童による投票が行われ、「横浜市立みなとみらい本町小学校」に決定した。
2018年4月1日、みなとみらい本町小学校の開校式典が行われた。西区の新設小学校としては62年ぶりとなる。2018年4月5日時点、1年生から6年生および個別支援学級各2学級の合計14学級、児童数は297名である。校章は、本町小学校のものをベースにエメラルドグリーンの波があしらわれた。
2028年4月以降のみなとみらい本町小学校の存続について横浜市教育委員会は、2017年の時点で「業務集積地として開発されている土地であり、現実的に不可能」という見解であったが、2022年の時点で教育委員会が将来の学童数を算出したところ閉校予定の2028年度時点で開校時の2倍近い児童数になることが明らかとなり、本町小学校で全員を収容できない可能性が指摘されている。そのため利用期間が延長される方向となっている。なお本町小学校は、新設校が開校した後も学校名を変えず存続している。

## 校舎
設計にあたってはプロポーザルの結果、株式会社みかんぐみの案が採用された。鉄骨構造4階建で、南側に普通教室、中庭を挟んだ北側に家庭科室などの特別教室、中間に図書室や多目的が配置され、体育館とプールは騒音の軽減を考慮して西側の国道沿いに設けられた。木質系インテリアが採り入れられ、教室と廊下は可動式パーティションで仕切られている。10年後に解体されることを考慮し、リサイクル可能な建築材料が主に使われる。
校舎の立地
みなとみらい地区の57街区の一部、2012年まではキヤノン・キャッツ・シアターとして暫定利用されていた土地に位置し、西側は国道1号とその上部に首都高速横羽線の高架橋、南側はすずかけ通りに面する。また、北側（58街区）には鹿島建設などが建設し低層部にプラネタリウムも併設する横濱ゲートタワー（いすゞ自動車の本社が入居）、北東・東側（56街区）には京急グループ本社および資生堂グローバルイノベーションセンター (S/PARK) 、南東側（55街区）にはみなとみらい学園横浜歯科医療専門学校およびLG YOKOHAMA INNOVATION CENTERがそれぞれ隣接する。

## 通学区域
- 西区 - みなとみらい一〜六丁目と高島一丁目
- 中区 - 海岸通5丁目1番地から25番地の1まで、および25番地の3から終りまで、北仲通5・6丁目、新港一・二丁目（海岸通5丁目25番地の2にあるUR賃貸住宅「シャレール海岸通」は新設校への通学距離が長く、住民の要望により従来通り本町小学校の学区となる[18]）

なお、公立中学校に進学する場合、卒業後の進学先は横浜市立横浜吉田中学校となる。